# Kieczura
Kieczura (925 m) – szczyt znajdujący się w długim grzbiecie, który odchodzi od Policy i poprzez Czernic (Czyrniec), Przełęcz Zubrzycką, Kieczurę i Groniczek biegnie aż do doliny Czarnej Orawy w Jabłonce. Grzbietem tym biegnie Wielki Europejski Dział Wodny między zlewiskami Morza Bałtyckiego i Morza Czarnego. W kierunku północno-zachodnim grzbiet Kieczury poprzez bezimienny wierzchołek 901 m opada do Przełęczy Zubrzyckiej, stoki północno-wschodnie do doliny potoku Sidzinka (zlewnia Bałtyku), w stoki pomiędzy Kieczurą i Groniczkiem wcina się niewielki potok będący dopływem Zubrzycy (zlewnia Morza Czarnego).
Przez Kieczurę biegnie granica między wsią Zubrzyca Górna (powiat nowotarski) i Sidzina (powiat suski), obydwie w województwie małopolskim. W regionalizacji fizycznogeograficznej Polski według Jerzego Kondrackiego Groniczek zaliczany jest do Beskidu Orawsko-Podhalańskiego, w nowszej regionalizacji z 2018 roku do Pogórza Orawsko-Jordanowskiego.
Kieczura to mało wybitne wzniesienie. Jego szczyt i górną część stoków porasta las, dolna jest bezleśna, zajęta przez pola uprawne. Przez Kieczurę prowadzi znakowany szlak turystyczny. z bezleśnego odcinka między Kieczura a Przełęczą Zubrzycka roztaczają się widoki na Babią Górę i Magurę Orawska ze szczytem Magurka, na którym znajduje się wysoka wieża przekaźnika TV.
Szlak turystyczny
 Przełęcz Sieniawska – Przełęcz Pieniążkowicka – Żeleźnica – Przełęcz Spytkowicka – Kieczura – Przełęcz Zubrzycka – Czernic – Polica.